# Flamländska Brabant

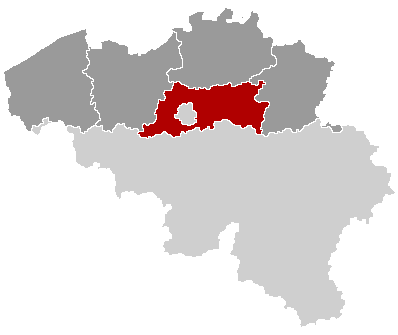
Provinsen Vlaams-Brabant (rött) i regionen Flandern (mörkgrått) i Belgien. Det ljusgrå är Vallonien.

Flamländska Brabant (nederländska Vlaams-Brabant) är en flamländsk provins i centrala Belgien. Huvudstad Leuven (Louvain). Flamländska Brabant omsluter men omfattar inte den federala regionen Bryssel. Provinsen har en maximal utsträckning av 90 km i öst-västlig riktning och 40 km i nord-sydlig riktning, arealen är 2 106 km². Antalet invånare är 1 138 489 (2018).
Trots att provinsen är mycket tätbefolkad (540,56 invånare/km²) finns ett betydande jordbruk med odling av bland annat frukt, jordgubbar och snittblommor.
Den tidigare provinsen Brabant var den enda som låg i både den flamländska och den vallonska regionen. Provinsen delades av politiska och praktiska skäl genom lagar från 8 november 1962 och 2 augusti 1963 upp i en flamländsk och en vallonsk provins och ett särskilt område för huvudstaden Bryssel, som senare bildat regionen Bryssel.

## Distrikt och kommuner

### Arrondissement Halle-Vilvoorde
- Affligem
- Asse
- Beersel
- Bever
- Dilbeek
- Drogenbos
- Galmaarden
- Gooik
- Grimbergen
- Halle
- Herne
- Hoeilaart
- Kampenhout
- Kapelle-op-den-Bos
- Kraainem
- Lennik
- Liedekerke
- Linkebeek
- Londerzeel
- Machelen
- Meise
- Merchtem
- Opwijk
- Overijse
- Pepingen
- Roosdaal
- Sint-Genesius-Rode
- Sint-Pieters-Leeuw
- Steenokkerzeel
- Ternat
- Tervuren
- Vilvoorde
- Wemmel
- Wezembeek-Oppem
- Zaventem
- Zemst

### Arrondissement Leuven
- Aarschot
- Begijnendijk
- Bekkevoort
- Bertem
- Bierbeek
- Boortmeerbeek
- Boutersem
- Diest
- Geetbets
- Glabbeek
- Haacht
- Herent
- Hoegaarden
- Holsbeek
- Huldenberg
- Keerbergen
- Kortenaken
- Kortenberg
- Landen
- Leuven
- Linter
- Lubbeek
- Oud-Heverlee
- Rotselaar
- Scherpenheuvel-Zichem
- Tervuren
- Tielt-Winge
- Tienen
- Tremelo
- Zoutleeuw